# ニコラ・カリコラ
ニコラ・カリコラ（イタリア語: Nicola Caricola , 1963年2月13日 - ）は、イタリア・バーリ出身の元サッカー選手。現役時代のポジションはミッドフィールダー。カリコーラとの表記も多い。

## 経歴
バーリを経て、1983年にに移籍した。ユヴェントスFCでは控え選手ながら、チャンピオンズカップ、2度のスクデットなどのタイトルを獲得した。
その後は長年ジェノアでプレー、キャプテンを務めた。1994-95は三浦知良とチームメートとなるが、そのシーズンジェノアはセリエBに降格した。
1996年に、MLSのニューヨーク・メトロスターズに加入、MLSでプレーする初のイタリア人選手となった。メトロスターズでは同じイタリアのロベルト・ドナドーニとチームメートとなった。この年の第2節、ニューイングランド・レボリューション戦で記録したオウンゴールはカリコーラの呪いという名前で知れら、MLS史上最も有名なオウンゴールとなった。1997年プレシーズン中に突如引退した。

## エピソード
- 三浦知良がジェノアへの移籍が決まり、ジェノバの街を訪ねた折、当時トリノの選手であったカリコラと偶然出会い、挨拶を交わし、カリコラからはジェノアの選手は自分と知り合いの奴ばかりなので、悪い扱いをする奴が居たら、自分に言えばかたを付けてやる。」と三浦に話した[2]。
- 当時のジェノアの監督がアジア人である三浦に偏見を持っていたため、余り起用しなかったと語っている[2]。
- 阪神淡路大震災後、プライベートで日本を訪れ、ヴェルディ川崎の練習に飛び入り参加、また三浦知良と共に被災地である神戸の小学校を訪問した。1985年にトヨタカップでユヴェントスの選手として日本に来た時は日本について冷たい印象を受けたが、印象が全く変わったと述べた[2]。